# Alter jüdischer Friedhof (Hettenleidelheim)
Der alte jüdische Friedhof in Hettenleidelheim ist ein jüdischer Friedhof, der in der ersten Hälfte des 18. Jahrhunderts in Hettenleidelheim (Rheinland-Pfalz) angelegt wurde und heute mit dem benachbarten Kriegerhain unter Denkmalschutz steht. Er befindet sich im Bereich der örtlichen Bahnhofstraße sowie der Schlossgasse im nördlichen Siedlungsgebiet der Gemeinde. Bis 1864 wurde er belegt, danach wurde seine Funktion vom neuen jüdischen Friedhof der Gemeinde abgelöst, der sich einen Kilometer östlich von deren Siedlungsgebiet befindet.

## Anlage
Insgesamt vier Grabsteine (Mazewot) stammen aus den Jahren 1776 und 1777. 1968 wurde ein von Theo Rörig gestalteter Gedenkstein angebracht. Seit 1965 bildet der alte jüdische Friedhof zusammen mit dem Kriegerhain eine Parkanlage.